# 14967 Madrid
14967 Madrid è un asteroide della fascia principale. Scoperto nel 1997, presenta un'orbita caratterizzata da un semiasse maggiore pari a 2,5598091 UA e da un'eccentricità di 0,1439389, inclinata di 6,04864° rispetto all'eclittica.